# سیستم استودیویی

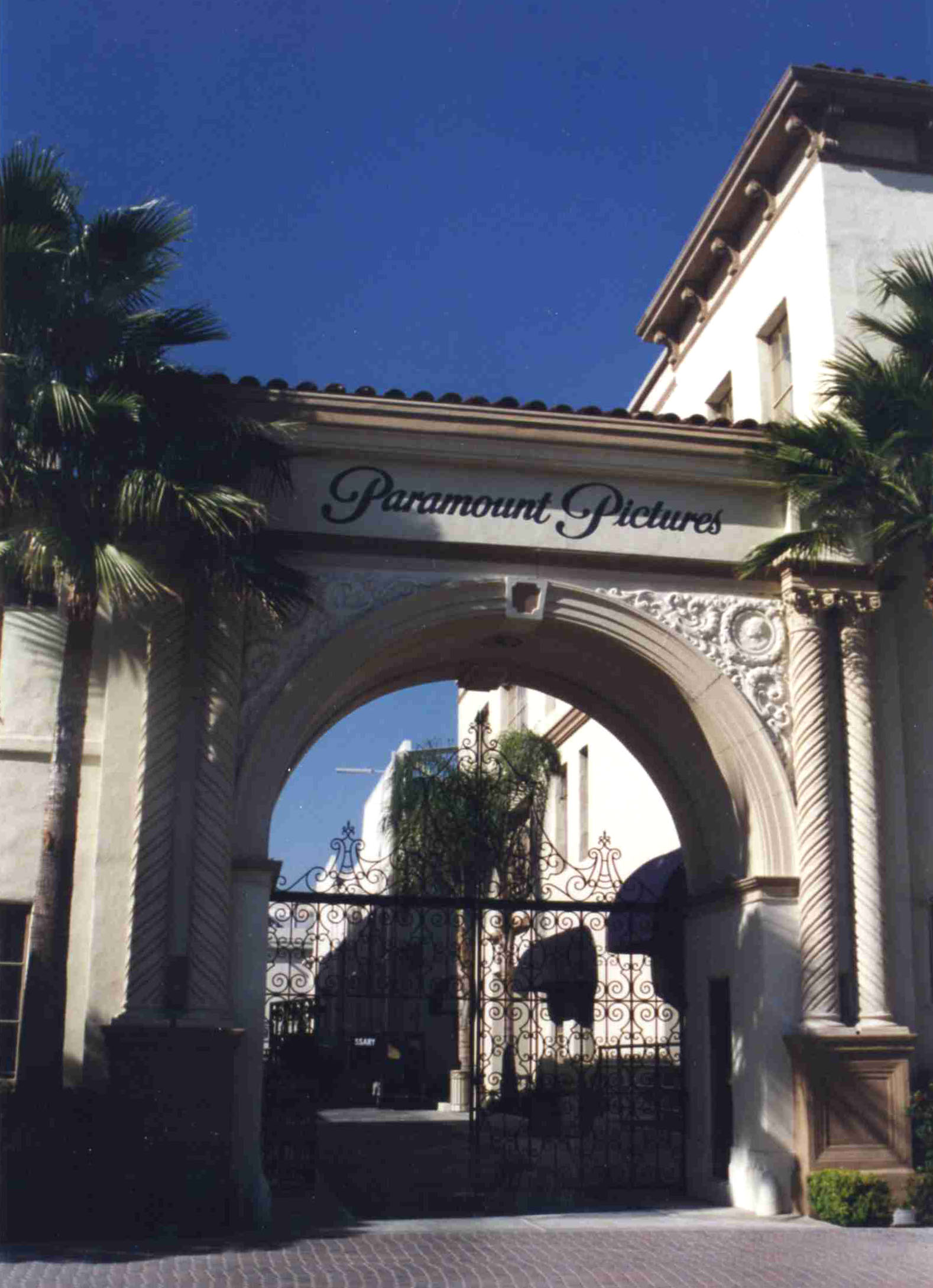
دروازه ورودی استودیوی پارامونت پیکچرز، یکی از متنفذترین استودیوهای هالیوود

سیستم استودیویی یا نظام استودیویی نظامی بود که با راهبرد ادغام عمودی، تولید و پخش فیلم را از سال ۱۹۲۷ تا ۱۹۵۴ در صنعت فیلم‌سازی هالیوود در آمریکا بر عهده داشت و روش اصلی تولید و انتشار فیلم‌ها به شمار می‌آمد.
در راهبرد ادغام عمودی، هر استودیویی مجموع هنرپیشگان برتر، فیلمسازان، فیلمنامه‌نویسان و طراحان و نیز بخش‌های مختلف فنی را در اختیار داشت که کارمند این استودیوها بودند. استودیوهای عمدۀهالیوودی فیلم‌هایشان را در سینماهای خود نمایش می‌دادند و سینماداران مستقل مجبور بودند برای نمایش فیلم‌های خوب و پرفروش، فیلم‌های دیگری را که از جانب آن استودیو به آن‌ها تحمیل می‌شد نیز بخرند که به این راهبرد کرایه فله‌ای فیلم می‌گویند.
فروپاشی سیستم استودیویی با رأی دیوان عالی ایالات متحده امریکا در سال ۱۹۴۸ علیه کمپانی پارامونت پیکچرز آغاز شد و هشت استودیوی بزرگ را مجبور به رها کردن سالن‌های سینمایی در تملک‌شان کرد.